# 香港治安
香港治安由香港特別行政區政府決策局之一的保安局負責，包括維持公共安全、出入境、海關、囚犯管理及更生、提供消防及緊急醫療服務等等。保安局的首要任務，是確保香港繼續成為一個安穩太平的城市。現任局長為鄧炳強。

## 香港治安狀況
根據政治及經濟風險顧問公司在2008年11月發表的調查，在所調查的亞太區的（國家和城市）地區中，香港被評定為最安全穩定的地方。比較各地數字得出，香港罪案率為亞洲最低，為全亞洲最安全（國家和城市）地區，亦為全世界最安全的地區之一。根據香港大學於2011年進行的公眾意見調查結果顯示，分別95%和76%的受訪者認為香港的日間和夜間環境是安全的；以美國為基地的世界正義工程（WorldJusticeProject）於同年發表的法治指數（RuleofLawIndex）將香港的公共秩序和安全在全球66個國家或地區中排列首位。
根據由香港大學在2012年進行的警隊服務對象滿意程度調查結果顯示，95%受訪者表示在香港日間感到安全，76%受訪者表示在香港夜間感到安全。
自大概2022年開始，民間開始以國際大刀會來形容香港的街頭暴力及持刀罪行的情況 。
2019年反對逃犯條例修訂草案運動中，出現多次嚴重的警民衝突，大量示威者被警方攻擊，而多區警署因而被示威者衝擊。示威者以「黑警」、「警犬」來形容香港警察，警民關係迅速陷入倒退。在2019年6月，有黑客入侵警方的資料庫，將部分警員的個人資料公開及上載至可永久查驗資料的區塊鏈中。在2019年香港七一衝突中，示威者衝擊立法會綜合大樓並掛上沒有暴徒，只有暴政等口號。2019年7月26日的機場集會中，示威者舉起標語，包括發出 Tourist Warning (旅客警告)，指出警察不當的處理手法，並呼籲遊客 Do not trust the police or the government（不要相信警察或政府） 等字眼標語。在2019年8月5日香港三罷行動中，示威者包圍多區警署並與警方發生激烈衝突。自2019年10月開始，香港示威者更提出解散警隊，刻不容緩的政治訴求。香港治安形勢急轉直下，在2019年競爭力研究院調查中，香港的治安已跌出十大中國最安全城市之列。
2021年在反對逃犯條例修訂草案運動大致平息後，經濟學人智庫公布《2021年全球城市安全指數報告》，香港以78.6分排第8位，比2019年第20名急升。香港以78.6分排第8名，其中在基建安全方面的表現最好，有93.4分排第1；衞生安全有84分，排名第3；環境安全則有74.8分，排第27。香港在數碼安全方面有70.1分，個人安全方面70.4分。

## 負責部門
保安局轄下的部門包括：香港警務處、香港海關、入境事務處、懲教署、政府飛行服務隊、香港消防處、醫療輔助隊和民眾安全服務隊，以上部門均為正規及輔助性的紀律部隊。轄下部門當中，以香港警務處為首負責最大範疇上的保安事務。

## 近年破案率

### 2009年
2009年警務處的整體破案率為46%。（參考：紐約市警察局：35%、日本警察廳：33%、洛杉磯警察局：25%和倫敦警察廳：21%。）對於比較嚴重的刑事罪行，破案率多高達90%或以上。

### 2010年
於2010年，整體罪案數字比2009年下跌2.1%，以每10萬名人口計算的罪案比率，為1,076宗的低度水平，為近10年低點。多項主要罪案類別錄得下跌，包括兇殺、行劫、強姦、傷人及嚴重毆打、勒索、縱火及嚴重毒品罪行。行劫罪案數字是自1969年有記錄以來最低，在香港已經連續4年沒有發生涉及使用真槍的劫案。至於家庭暴力案件、三合會相關罪行及「搵快錢」的罪案數字，在年內均錄得下跌。

### 2011年
於2011年，整體罪案數字比2010年下跌3.0%，以每10萬名人口計算的罪案比率，為1,068宗的低度水平，為近11年低點。多項主要罪案類別錄得下跌，包括兇殺（下跌51%）、行劫（下跌至1969年來最低）、車內盜竊（下跌18.8%）、店鋪盜竊（下跌2.6%）、傷人及嚴重毆打（下跌3.3%）、爆竊（下跌3.5%，為近10年最低）、嚴重毒品罪行 （下跌6.9%）及家庭暴力（下跌10.6%）。

### 2012年
2012年警務處的整體破案率為43.6%。對於比較嚴重的刑事罪行，破案率多高達90%或以上。

### 2013年
2013年警務處的整體破案率為43.2%。對於比較嚴重的刑事罪行，破案率多高達90%或以上。
2021年警務處的整體破案率為38.5%, 較2020年輕微上升0.7個百分點。
2021年香港的整體罪案數字是64 428宗，

## 歷年整體罪案數字
| 年份 | 總體罪案（宗） |
| ---- | -------------- |
| 2000 | 77,245         |
| 2001 | 73,008         |
| 2002 | 75,877         |
| 2003 | 88,337         |
| 2004 | 81,315         |
| 2005 | 77,434         |
| 2006 | 81,125         |
| 2007 | 80,796         |
| 2008 | 78,469         |
| 2009 | 77,630         |
| 2010 | 75,965         |
| 2011 | 75,936         |
| 2012 | 75,930         |
| 2013 | 72,911         |
| 2014 | 67,740         |
| 2015 | 66,439         |
| 2016 | 60,646         |
| 2017 | 56,017         |
| 2018 | 54,225         |
| 2019 | 59,225         |
| 2020 | 63,232         |
| 2021 | 64,428         |
| 2022 | 70,048         |
| 2023 | 90,276         |

## 比較數字
於2009年，以每十萬名人口計算的罪案比率，香港為1108宗的低度水平；與其他城市比較：
- 日本東京：1815宗
- 美國紐約：2378宗
- 加拿大多倫多：6689宗
- 法國巴黎：10973宗
- 英國倫敦：11300宗。[29]

### 嚴重罪行數字比較
於2009年，以每十萬名人口計算的謀殺比率，香港為0.6宗的低度水平；與其他城市比較：
1. 日本東京：1.4宗
2. 美國紐約：6.3宗
3. 加拿大多倫多：2.5宗
4. 法國巴黎：5.9宗
5. 英國倫敦：1.7宗

於2009年，以每十萬名人口計算的行劫比率，香港為15.8宗的低度水平；與其他城市比較：
1. 新加坡：19.9宗
2. 美國紐約：265.9宗
3. 加拿大多倫多：197.7宗
4. 法國巴黎：647.4宗
5. 英國倫敦：432.2宗

於2009年，以每十萬名人口計算的爆竊比率，香港為68.4宗的低度水平；與其他城市比較：
1. 日本東京：89宗
2. 美國紐約：238宗
3. 加拿大多倫多：465宗
4. 法國巴黎：532宗
5. 英國倫敦：1245宗

## 相關參見
- 香港警察
- 香港警務處
- 香港警察相關爭議及犯罪指控
- 香港法律
- 保安局高官出席涉性侵晚宴事件
- 破案率
- 酷刑聲請
- 國際大刀會